# Pterolophia quadricristulata
Pterolophia quadricristulata är en skalbaggsart som beskrevs av Stefan von Breuning 1942. Pterolophia quadricristulata ingår i släktet Pterolophia och familjen långhorningar. Inga underarter finns listade i Catalogue of Life.